# Werner Kooistra
Werner Kooistra (Amsterdam, 20 maart 1968) is een Nederlands voormalig voetballer die als doelman speelde.
Kooistra begon zijn loopbaan in 1988 bij AZ waar hij tot 1993 in totaal 109 competitiewedstrijden speelde. Hierna ging hij naar de amateurs van FC Lisse. Eind 1993 ging hij naar Hongkong waar hij tot 1997 bij South China AA speelde waarmee hij in zijn laatste jaar kampioen werd. Ook speelde hij negen keer in het League elftal van Hongkong dat deelnam aan de Carlsberg Cup. Hij keerde terug naar Nederland waar hij één seizoen voor FC Zwolle speelde voor hij weer bij de amateurs ging spelen. Hij speelde bij SV Huizen en sloot zijn loopbaan in het seizoen 2004/05 af bij DOVO. Van 2011 tot 2018 was hij keeperstrainer bij VVSB. Kooistra was werkzaam als als buschauffeur bij Arriva.

## Statistieken
| Seizoen | Club           | Land      | Competitie     | Wed. | Goals |
| ------- | -------------- | --------- | -------------- | ---- | ----- |
| 1988/89 | AZ             | Nederland | Eerste divisie | –    | –     |
| 1989/90 | AZ             | Nederland | Eerste divisie | –    | –     |
| 1990/91 | AZ             | Nederland | Eerste divisie | –    | –     |
| 1991/92 | AZ             | Nederland | Eerste divisie | –    | –     |
| 1992/93 | AZ             | Nederland | Eerste divisie | –    | –     |
| 1993/94 | South China AA | Hongkong  | First Division | –    | –     |
| 1994/95 | South China AA | Hongkong  | First Division | –    | –     |
| 1995/96 | South China AA | Hongkong  | First Division | –    | –     |
| 1996/97 | South China AA | Hongkong  | First Division | –    | –     |
| 1997/98 | FC Zwolle      | Nederland | Eerste divisie | 2    | 0     |
| Totaal  | Totaal         | Totaal    | Totaal         | 111  | 0     |

## Erelijst

### MetSouth China AA
| Competitie                          | Winnaar | Winnaar          | Runner-up | Runner-up |
| Competitie                          | Aantal  | Jaren            | Aantal    | Jaren     |
| ----------------------------------- | ------- | ---------------- | --------- | --------- |
| Nationaal                           |         |                  |           |           |
| Landskampioen Hongkong              | 1x      | 1996/97          | –         | –         |
| Hongkong Senior Challenge Shield    | 2x      | 1995/96, 1996/97 | –         | –         |
| Internationaal                      |         |                  |           |           |
| Aziatische beker voor bekerwinnaars | –       | –                | 1x        | 1993/94   |